# Crossville, Alabama
Crossville là một thị trấn thuộc quận DeKalb, tiểu bang Alabama, Hoa Kỳ. Dân số năm 2009 là 1513 người, mật độ đạt 70 người/km².